# Youssef Rabeh
Youssef Rabeh (Rabat, 13 aprile 1985) è un calciatore marocchino, difensore del Wydad Casablanca.

## Carriera

### Club
Durante la sua carriera gioca con FUS Rabat, Al-Ahli, FAR Rabat e Levski Sofia.

### Nazionale
Ha ottenuto tre presenze con la maglia della nazionale marocchina.

## Palmarès

### Club

#### Competizioni nazionali
- Coppa del Marocco: 1

FAR Rabat: 2007
- Supercoppa di Bulgaria: 2

Levski Sofia: 2007, 2009
- Campionato bulgaro: 1

Levski Sofia: 2008-2009
- Campionato marocchino: 1

Wydad Casablanca: 2015

### Competizioni internazionali
- CAF Champions League: 1

Wydad Casablanca: 2017
- Supercoppa CAF: 1

Wydad Casablanca: 2018